# Experience (pel·lícula de 1921)
Experience és una pel·lícula muda al·legòrica moralitzant dirigida per George Fitzmaurice i protagonitzada per Richard Barthelmess. Basada en l’obra de teatre “Experiences, a Morality Play of Today” de George V. Hobart, es va estrenar el 23 d’octubre de 1921. Es considera una pel·lícula perduda.

## Argument
Joventut abandona la seva mare, Amor i Esperança a instàncies d'Ambició i se'n va a ciutat on es troba amb Plaer. Experiència explica a Joventut moltes coses sobre la vida. A Primrose Path (un cabaret), Plaer li presenta Bellesa, Riquesa, Moda i Temptació. Demana a Oportunitat que l'esperi però ella no pot i l’abandona. La mare de Joventut mor, i Amor li envia un telegrama que és interceptat per Temptació. Quan Amor arriba a la ciutat no pot trobar el Primrose Path. Sort dirigeix a Joventut a una casa de jocs d'atzar on ho perd tot menys l'anell que li ha donat Amor i és perseguit per Pobresa i Il·lusió. Amb l'excepció de Temptació tots l'han oblidat. Coneix Vici i Costum i finalment consent d’anar amb Crim a robar la casa de Riquesa. De camí sent cantar un cor en una església i decideix tornar a casa; amb Experiència torna on l'esperen Amor i Esperança. Ambició torna a buscar Joventut però amb Amor al seu costat comença una nova vida.

## Repartiment
- Richard Barthelmess (Joventut)
- John Miltern (Experiència)
- Marjorie Daw (Amor)
- E. J. Ratcliffe (Ambició)
- Betty Carpenter (Esperança)
- Kate Bruce (la mare)
- Lilyan Tashman (Plaer)
- Nita Naldi (Temptació)
- R. Senior (Oportunitat)
- Joseph W. Smiley (Sort)
- Fred Hadley (Tot)
- Harry J. Lane (Desesperació)
- Helen Ray (Borratxera)
- Jed Prouty (Bondat)
- Barney Furey (Pobresa)
- Charles A. Stevenson (Riquesa)
- Edna Wheaton as Beauty
- Yvonne Routon (Moda)
- Ned Hay (Esport)
- Sybil Carmen (Emoció)
- Robert Schable (presumpció)
- Frank Evans (Treball)
- Frank McCormack (Deliri)
- Louis Wolheim (Crim)
- Agnes Marc (Costum)
- Mrs. Gallagher (Degradació)
- Florence Flinn (Fragilitat)
- Mac Barnes (Improvisació)
- Leslie King (Tenebra)
- Reginald Denny
- Leslie Banks